# Radostín, Havlíčkův Brod
Radostín là một làng thuộc huyện Havlíčkův Brod, vùng Vysočina, Cộng hòa Séc.